# Vintrosa socken
Vintrosa socken i Närke ingick i Örebro härad, ingår sedan 1971 i Örebro kommun och motsvarar från 2016 Vintrosa distrikt.
Socknens areal är 49,49 kvadratkilometer, varav 48,68 land. År 2000 fanns här 2 134 invånare. Tätorten och kyrkbyn Vintrosa med sockenkyrkan Vintrosa kyrka ligger i socknen. 

## Administrativ historik
Vintrosa socken har medeltida ursprung.
Den 1 januari 1936 (enligt beslut den 16 januari 1935) överfördes lägenheten Ängsbrotegen med en areal av 0,02 km² till Vintrosa från Ånsta socken.
Vid kommunreformen 1862 övergick socknens ansvar för de kyrkliga frågorna till Vintrosa församling och för de borgerliga frågorna till Vintrosa landskommun. Landskommunen inkorporerades 1952 i Tysslinge landskommun som 1971 uppgick i Örebro kommun. Församlingen uppgick 2002 i Tysslinge församling.
1 januari 2016 inrättades distriktet Vintrosa, med samma omfattning som församlingen hade 1999/2000.  
Socknen har tillhört fögderier, tingslag och domsagor enligt vad som beskrivs i artikeln Närke. De indelta soldaterna tillhörde Närkes regemente, Edsbergs kompani och Livregementets husarkår, Örebro skvadron.

## Geografi
Vintrosa socken ligger väster om Örebro kring Svartån. Socknen är i öster en slättbygd på Närkeslätten med Kilsbergen i nordväst.

## Fornlämningar
Från järnåldern finns spridda domarringar, stensättningar och tre mindre gravfält.

## Namnet
Namnet (1314 Vintrusum) kommer från en nu försvunnen gård vid kyrkan. Namnet innehåller möjligen vetrarhus, 'hus man uppehåller sig i på vintern'.

## Befolkningsutveckling
| Befolkningsutvecklingen i Vintrosa socken 1780–1990                                                     | Befolkningsutvecklingen i Vintrosa socken 1780–1990 | Befolkningsutvecklingen i Vintrosa socken 1780–1990 | Befolkningsutvecklingen i Vintrosa socken 1780–1990 | Befolkningsutvecklingen i Vintrosa socken 1780–1990 |
| --- | --------------------------------------------------- | --------------------------------------------------- | --------------------------------------------------- | --------------------------------------------------- |
| |                                                     |                                                     |                                                     |                                                     |
| År |                                                     |                                                     | Folkmängd                                           |                                                     |
| 1780 | 1780                                                |                                                     | 1 104                                               |                                                     |
| 1790 | 1790                                                |                                                     | 1 167                                               |                                                     |
| 1800 | 1800                                                |                                                     | 1 203                                               |                                                     |
| 1810 | 1810                                                |                                                     | 1 196                                               |                                                     |
| 1820 | 1820                                                |                                                     | 1 222                                               |                                                     |
| 1830 | 1830                                                |                                                     | 1 416                                               |                                                     |
| 1840 | 1840                                                |                                                     | 1 499                                               |                                                     |
| 1850 | 1850                                                |                                                     | 1 444                                               |                                                     |
| 1860 | 1860                                                |                                                     | 1 558                                               |                                                     |
| 1870 | 1870                                                |                                                     | 1 669                                               |                                                     |
| 1880 | 1880                                                |                                                     | 1 603                                               |                                                     |
| 1890 | 1890                                                |                                                     | 1 527                                               |                                                     |
| 1900 | 1900                                                |                                                     | 1 608                                               |                                                     |
| 1910 | 1910                                                |                                                     | 1 713                                               |                                                     |
| 1920 | 1920                                                |                                                     | 1 636                                               |                                                     |
| 1930 | 1930                                                |                                                     | 1 603                                               |                                                     |
| 1940 | 1940                                                |                                                     | 1 466                                               |                                                     |
| 1950 | 1950                                                |                                                     | 1 414                                               |                                                     |
| 1960 | 1960                                                |                                                     | 1 334                                               |                                                     |
| 1970 | 1970                                                |                                                     | 1 271                                               |                                                     |
| 1980 | 1980                                                |                                                     | 1 882                                               |                                                     |
| 1990 | 1990                                                |                                                     | 2 163                                               |                                                     |
| Anm: Källor: Umeå universitet - Tabellverket 1749-1859, Demografiska databasen, CEDAR, Umeå universitet |                                                     |                                                     |                                                     |                                                     |